# ОШ „Петар Шкундрић” Будимлић Јапра
ОШ „Петар Шкундрић”  је основна школа у Будимлић Јапри. Налази се на адреси Будимлић Јапра бб.Име је добила по Петру Шкундрићу учеснику Народноослободилачке борбе и народном хероју Југославије.

## Историјат
Основна школа "Петар Шкундрић" у Будимлић Јапри основана је школске 1909/1910. године. Од школске 1962/1963. радила је као осмогодишња под именом "Петар Шкундрић". Те године имала је 640 ученика и 36 наставника. Током ратних дејстава 1995. школа је знатно оштећена, а настава је прекинута. Наредне године школска зграда је реновирана и школа је поново почела да ради. Школске 1991/1992. ОШ "Петар Шкундрић" имала је 169 ученика, а 2015/2016. - 41 ученика, 20 наставника и два вјероучитеља православне вјеронауке. У њеном саставу радила је петогодишња подручна школа у селу Марини (основана 1946, угашена 1995, обновљена 2006). Раније су у њеном саставу биле и четворогодишње школе у селима Слатина (основана 1933, угашена 1995), Хадровци (1933, угашена 1995) и Дуге Њиве (1961, угашена 1978). Школа у Будимлић Јапри има спортске терене, спортску салу и просторију за пријем родитеља. Од 1996. излази школски лист "Школско звонце".